# Système éducatif au Cameroun
Le système éducatif au Cameroun est régi par la loi numéro 98/004 du 14 avril 1998, il comporte trois types d'enseignements : enseignement de base, enseignement secondaire et enseignement supérieur. La particularité du système éducatif au Cameroun est le bilinguisme. En effet, on peut étudier en français et en anglais et obtenir des diplômes équivalents. L'éducation au Cameroun est encadré par deux principaux types d'enseignement :
- l'enseignement public: qui relève du domaine de l'État ;
- l'enseignement privé : constitué du privé (laïc et confessionnel).

## Histoire
La première école au Cameroun est ouverte le lundi 21 avril 1845 à Bimbia par Joseph Merrick. Il accueille 35 jeunes et les enseignements sont en anglais. En 1902 dix écoles avec 300 élèves fonctionnent à Kribi.
Les missionnaires pallottins allemands ouvrent l'école de Nkol-Akono en septembre 1904.
L'école de la paroisse de Minlaba ouvre le 22 mars 1912 avec 250 écoliers. 4 ans après, la zone abrite 11 écoles satellites avec 1400 écoliers.
Il n'existe pas de système éducatif propre au Cameroun. Le système éducatif camerounais est hérité de la colonisation. En cela, le Cameroun a hérité de deux systèmes éducatifs distincts mais coexistant : le système éducatif britannique et le système éducatif français. L'unification des deux systèmes était considérée comme un symbole d'intégration nationale entre les parties anglophone et francophone du Cameroun. Les deux systèmes ont été fusionnés en 1976, mais des études suggèrent qu'ils ne se sont pas bien mélangés. Peu après l'indépendance, le français était considéré comme la langue principale du pays, mais avec la montée de l'anglais comme première langue commerciale dans le monde, l'équilibre est passé à cette dernière. Les écoles des missions chrétiennes ont été une partie importante du système éducatif, mais la plupart des enfants ne peuvent pas se les payer et sont obligés de choisir des écoles publiques. L'éducation est devenue obligatoire jusqu'à l'âge de 11 ans, lorsque six années de scolarité primaire sont terminées. L'éducation était gratuite, mais les uniformes, les livres et d'autres accessoires éventuels étaient fournis par les parents. Les étudiants du niveau tertiaire recevaient de l'argent mensuellement à l'époque du président Ahmadou Ahidjo et pendant les premières années du président Paul Biya. L'éducation primaire est gratuite (depuis 2000), mais les familles doivent payer les uniformes, les livres et parfois même la prophylaxie anti-malaria pour les élèves. Les frais de scolarité au niveau secondaire sont élevés, et donc inabordables pour de nombreuses familles. Le pays dispose d'institutions pour la formation des enseignants et l'enseignement technique. On observe toutefois une tendance croissante des étudiants les plus riches et les plus instruits à quitter le pays pour étudier et vivre à l'étranger.

## Organisation
Au Cameroun, l'État est au cœur du système éducatif, à ce titre:
- il définit et encadre la politique de l'enseignement
- il arrête les programmes et les manuels scolaires officiels
- donne les autorisations  d'ouverture de fonctionnement  des établissements et institutions privées
- Assure le contrôle de la conformité  des établissements et instituts privés

Chaque type d'enseignement  est placé sous l'autorité d'un ministère avec des services centraux représentés dans les régions par des délégations régionales. À ce titre 4 ministères encadrent le système éducatif au Cameroun :
- Le Ministère de l'éducation de Base
- Le Ministère des enseignements secondaires
- Le Ministère de l'enseignement supérieur
- Le ministère de l'emploi et de la formation professionnelle

## Structure
L'éducation au Cameroun se structure en 3 grands domaines :

### Enseignement  maternel et primaire

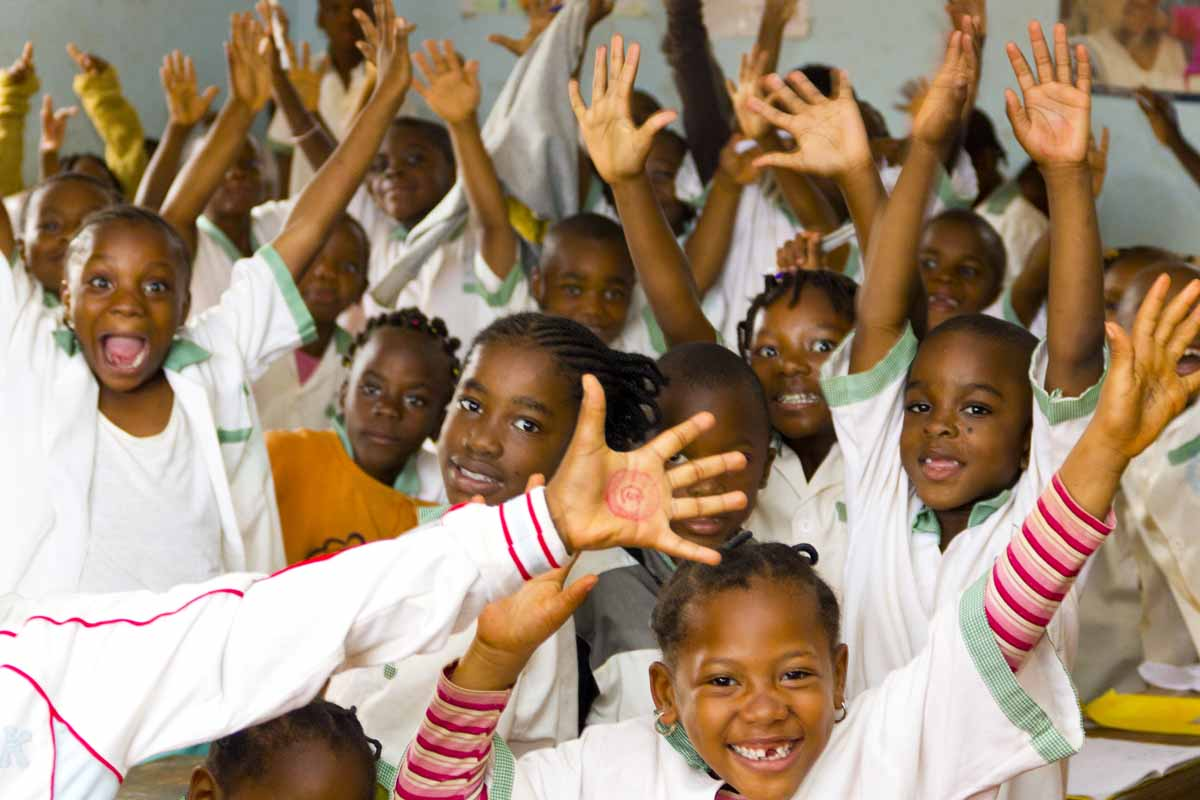
Élèves de maternelle à Nyanon

Cette section constitue le grand ensemble de l'éducation de base et se compose de 2 cycles :
- le cycle maternel qui comporte 3 classes (pre-nursery, nursery 1, nursery 2  /petite section à la grande section), l'âge légal d'entrée est de 4 ans.
- le primaire 6 classes (class one to class six / de la SIL (Section d'Initiation à la Lecture, première classe du primaire, sans équivalent en France) CM2. Au terme de cette section l'élève présente : le certificat d'études primaires (CEP) / First School Leaving certificate (FSLC) et le concours d'entrée en 6e / common entrance

### Enseignement secondaire

#### Général
Il se divise en deux cycles :

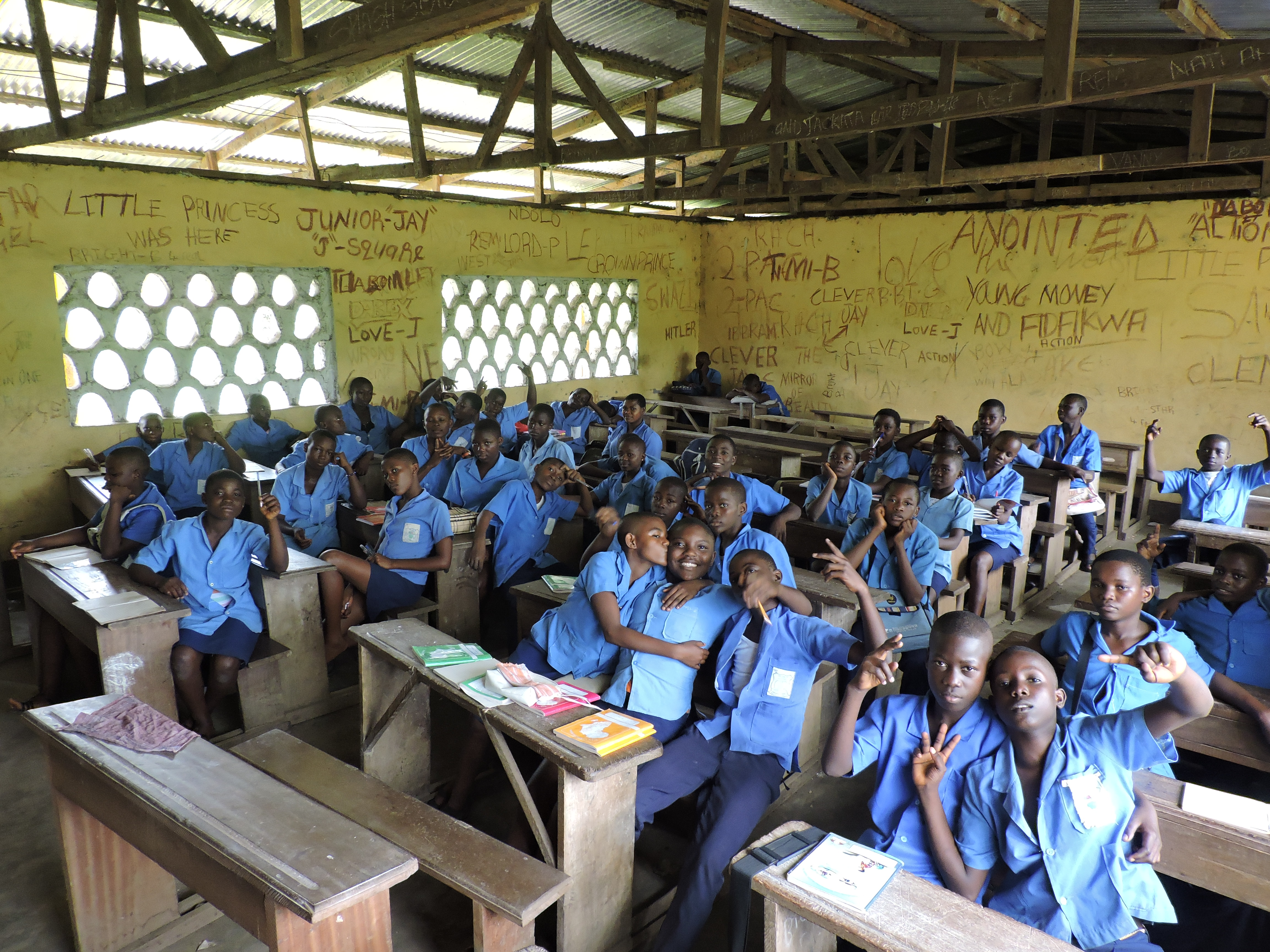
Classe à Ebonji (form 3)

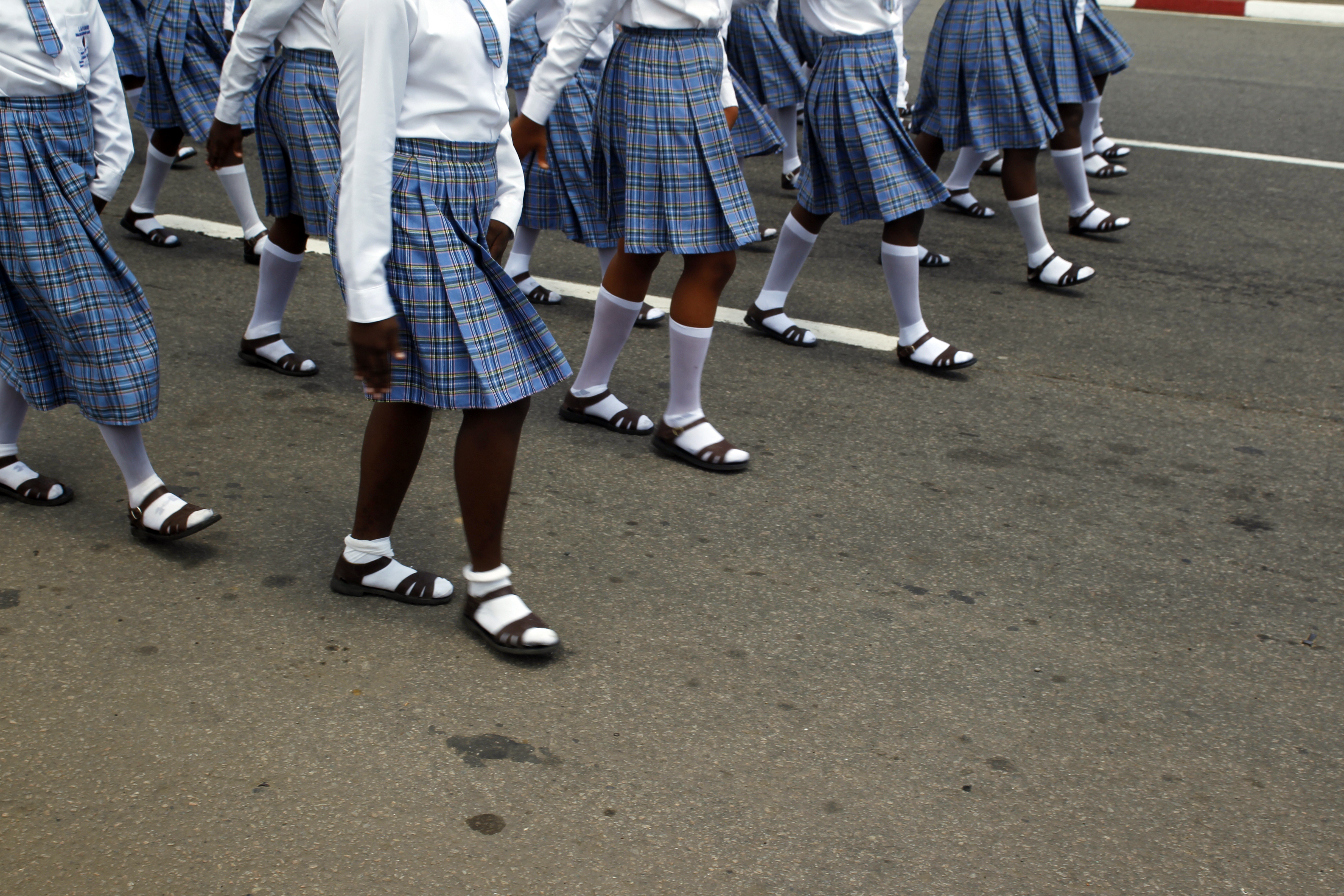
Jeunes filles en uniforme lors du défilé de la Fête nationale 2019.

- le 1er cycle, composé de quatre classes pour les francophones (de la 6e en 3e) et est sanctionné par le Brevet d'étude du premier cycle (BEPC) et de cinq classes pour les anglophones  (form 1 to form 5) sanctionné par le General Certificate of Education - Ordinary level (GCE Ordinary Level) ;
- le second cycle, composé de trois classes pour les francophones (seconde, première, terminale) avec le Probatoire comme diplôme, la  terminale sanctionnée par le Baccalauréat. Les deux examens sont préparés et organisés par l'Office du Baccalauréat du Cameroun. Le second cycle anglophone est composé de deux classes pour les anglophones (lower sixth et upper sixth) sanctionné par le General Certificate of Education - Advanced Level (GCE Advanced Level).  Le GCE Ordinary Level et le GCE Advanced Level sont organisés et géré par le Cameroon GCE Board.

#### Technique
Il se subdivise en deux cycles :
- le 1er cycle (de la 1re à la 4e année) sanctionné par l'obtention du Certificat d'Aptitude Professionnelle (CAP)
- le second cycle de la seconde à la première sanctionné par un Probatoire
- la Terminale sanctionné par l'obtention du Brevet de Technicien (BT), du Brevet Professionnel (BP) ou le baccalauréat (F).

### Enseignement supérieur

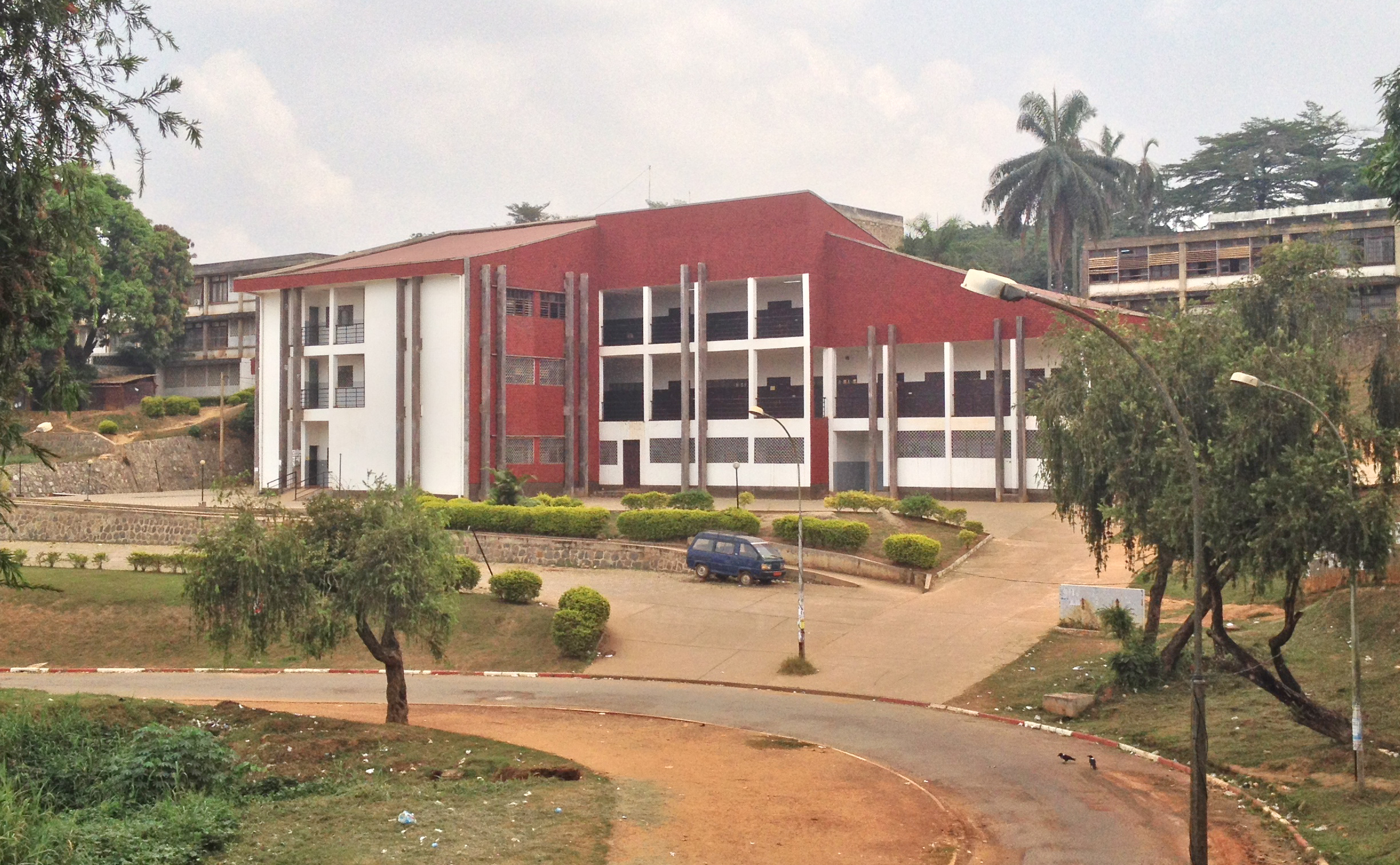
Bloc pédagogique de l'université de Yaoundé I.

L'enseignement Supérieur au Cameroun est composé de 8 universités d'État (Yaoundé I (Ngoa Ekelle) ,Yaoundé II (Soa) , Douala , Buéa ,  Dschang , Ngaoundéré , Bamenda , Maroua) avec des facultés dans des domaines divers (Sciences juridique et politique, sciences humaines et sociales, médecines, sciences économiques et de gestion…), des universités privées : Université catholique d'Afrique centrale, Université des Montagnes, université adventiste et des grandes écoles : École nationale supérieure polytechnique (Douala, Yaoundé et Maroua), École nationale d'administration et de magistrature, École Normale Supérieure, Institut national de la jeunesse et des sports… Le système en vigueur est le système LMD  fondé sur l'impératif de créer un lien entre l'enseignement, la recherche et l'emploi, bien  que le système LMD représente une innovation éducative au Cameroun il a beaucoup de mal à décoller, ou à faire ses preuves.

## L'analphabétisme: partout en recul
L'analphabétisme (taux moyen de 23 % selon la Banque africaine de développement) touche davantage les femmes (30 % contre 17 % chez les hommes) en raison de coûts directs de scolarité, de la forte demande de main-d'œuvre féminine pour les travaux ménagers et agricoles, de la perception négative de l'éducation des filles et des femmes en général dans certaines zones du pays.
Par rapport à son niveau de 1998, le taux d'alphabétisation a progressé de 8 points (de 69 % à 77 % selon le journal Jeune Afrique). Alors que l'alphabétisation est presque universelle à Douala et à Yaoundé, les régions septentrionales du pays, à savoir celles de l'Adamaoua, du Nord et de l'Extrême-Nord, sont les régions les moins alphabétisées. 76 % des filles sont scolarisées dans l'enseignement primaire - et 81 % des garçons - contre 52 % en moyenne en Afrique subsaharienne, ce qui révèle un niveau relativement bon pour le Cameroun.

## Quelques chiffres
| Examen           | Taux de réussite en % |
| ---------------- | --------------------- |
| CEP              | 72,4                  |
| FLSC             | 79,28                 |
| BEPC             | 26,70                 |
| Probatoire (ESG) | 56,60                 |
| BACC (ESG)       | 76,56                 |
| GCE "O"          | 44                    |
| GCE "A"          | 45                    |

NB : Résultats au titre de l'année 2003